# Дивне (Балтійськ)
Дивне (рос. Дивное) — селище Балтійського району, Калінінградської області Росії. Входить до складу Дивного сільського поселення.
Населення у 2002 році становило 594 особи, а в 2010 році — 632 особи.

## Населення
| 2002 | 2010 |
| ---- | ---- |
| 594  | ↗632 |